# Whitney: The Greatest Hits
Whitney: The Greatest Hits è il primo greatest hits della cantante statunitense Whitney Houston, pubblicato il 5 maggio 2000 dalla Arista Records.
La raccolta ha venduto oltre 15 milioni di copie nel mondo e in seguito alla morte della cantante, l'album è ritornato nella Billboard 200 alla seconda posizione e in sei mesi ha venduto oltre 818 000 copie nei soli Stati Uniti.

## Tracce
Disco 1
1. Saving All My Love for You – 3:57 (Gerry Goffin, Michael Masser)
2. Greatest Love of All – 4:52 (Linda Creed, Michael Masser)
3. One Moment in Time – 4:46 (Albert Hammond, John Bettis)
4. I Have Nothing – 4:51 (David Foster, Linda Thompson-Jenner)
5. I Will Always Love You – 4:27 (Dolly Parton)
6. Run to You – 4:27 (Allan Rich, Jud J. Friedman)
7. You Give Good Love – 4:11 (LaLa)
8. All at Once – 4:30 (Jeffrey Osborne, Michael Masser)
9. Where Do Broken Hearts Go – 4:38 (Chuck Jackson, Frank Wildhorn)
10. If You Say My Eyes Are Beautiful (con Jermaine Jackson) – 4:20 (Elliot Willensky)
11. Didn't We Almost Have It All – 4:38 (Michael Masser, Will Jennings)
12. All the Man That I Need – 3:56 (Dean Pitchford, Michael Gore))
13. Exhale (Shoop Shoop) – 3:25 (Babyface)
14. Count on Me (con CeCe Winans) – 4:27 (Babyface, WhitneyHouston, Michael Houston)
15. I Believe in You and Me – 3:55 (David Wolfert)
16. I Learned from the Best – 4:23 (Diane Warren)
17. Same Script, Different Cast (con Deborah Cox) – 5:00 (Montell Jordan, Shae Jones, Shep Crawford, Stacey Daniels)
18. Could I Have This Kiss Forever (con Enrique Iglesias) – 3:55 (Diane Warren)

Disco 2
1. If I Told You That (con George Michael) – 4:33 (Rodney Jerkins, Fred Jerkins III, LaShawn Daniels, Toni Estes)
2. Fine – 3:35 (Kamaal Fareed, Raphael Saadiq)
3. My Love Is Your Love – 4:18 (Wyclef Jean, Jerry Duplessis)
4. It's Not Right, But It's Okay – 4:49 (Isaac Phillips, Rodney Jerkins, Fred Jerkins III, LaShawn Daniels, Toni Estes)
5. Heartbreak Hotel (feat. Faith Evans e Kelly Price) – 4:35 (Carsten Schack, Kenneth Karlin, Tamara Savage)
6. Step by Step – 4:12 (Annie Lennox)
7. Queen of the Night (CJ Mackintosh Mix) – 4:12 (Whitney Houston, Babyface, Daryl Simmons, L.A. Reid)
8. I'm Every Woman – 3:46 (Nickolas Ashford; Valerie Simpson)
9. Love Will Save the Day (Toni Colandreo)
10. I'm Your Baby Tonight – 4:58 (Babyface, L.A. Reid))
11. So Emotional – 4:32 (Billy Steinberg)
12. I Wanna Dance with Somebody (Who Loves Me) – 4:49 (George Merrill, Shannon Rubicam)
13. How Will I Know – 4:33 (George Merrill, Narada Michael Walden, Shannon Rubicam)
14. I Will Always Love You (Hex Hector Mix) – 4:52 (Dolly Parton)
15. Greatest Love of All (Club 69 Mix) – 4:43 (Linda Creed, Michael Masser)
16. It's Not Right, But It's Okay (Thunderpuss Mix) – 4:16 (Isaac, Phillips, Fred Jerkins III, LaShawn Daniels, Rodney Jerkins, Toni Estes)
17. I'm Your Baby Tonight (Dronez Mix) – 5:03 (Babyface, L.A. Reid)

## Successo commerciale
Whitney: The Greatest Hits ha esordito al 5º posto della Billboard 200 con 158 000 copie vendute, segnando il suo sesto ingresso nella top 5 della classifica statunitense, ma a seguito della morte della cantante l'album è rientrato in classifica e ha raggiunto un nuovo picco al 2º posto vendendo 175 000 copie. L'album è rimasto 63 settimane in classifica ed è certificato 5 dischi di platino.

## Classifiche

### Classifiche settimanali
| Classifica (2000-12) | Posizione massima |
| -------------------- | ----------------- |
| Australia            | 3                 |
| Austria              | 3                 |
| Belgio (Fiandre)     | 2                 |
| Belgio (Vallonia)    | 2                 |
| Canada               | 4                 |
| Danimarca            | 2                 |
| Finlandia            | 7                 |
| Francia              | 9                 |
| Germania             | 2                 |
| Giappone             | 4                 |
| Irlanda              | 1                 |
| Italia               | 4                 |
| Malaysia             | 8                 |
| Norvegia             | 6                 |
| Nuova Zelanda        | 9                 |
| Paesi Bassi          | 2                 |
| Portogallo           | 17                |
| Regno Unito          | 1                 |
| Spagna               | 4                 |
| Stati Uniti          | 2                 |
| Svezia               | 4                 |
| Svizzera             | 2                 |
| Ungheria             | 7                 |

### Classifiche di fine anno
| Classifica (2000) | Posizione |
| ----------------- | --------- |
| Australia         | 63        |
| Austria           | 31        |
| Belgio (Fiandre)  | 18        |
| Belgio (Vallonia) | 10        |
| Danimarca         | 19        |
| Germania          | 35        |
| Italia            | 21        |
| Paesi Bassi       | 32        |
| Regno Unito       | 9         |
| Stati Uniti       | 81        |
| Svizzera          | 24        |
| Classifica (2012) | Posizione |
| Stati Uniti       | 18        |